# Альберт Генце
Альберт Генце (нім. Albert Henze; 7 серпня 1894, Кірхгайн — 31 березня 1979, Інгольштадт) — німецький воєначальник, генерал-лейтенант вермахту. Кавалер Лицарського хреста Залізного хреста з дубовим листям.

## Біографія
Учасник Першої світової війни. 30 листопада 1918 року демобілізований. 20 травня 1920 року вступив у поліцію. 31 жовтня 1934 року перейшов у вермахт, служив у піхоті.  З 10 листопада 1938 року — командир 8-ї роти, з 26 серпня 1939 року — 2-го батальйону 63-го піхотного полку. Учасник Польської і Французької кампаній. 6 липня 1940 року важко поранений. З 9 лютого 1921 року — командир 2-го запасного мотопіхотного батальйону. З 28 березня 1942 по 15 січня 1944 року — командир 110-го стрілецького (з липня 1942 року моторизованого) полку 11-ї танкової дивізії. Учасник німецько-радянської війни. З 13 лютого по 3 квітня 1944 року — командир моторизованої дивізії «Фельдгеррнгалле». З 10 серпня 1944 року — командир 19-ї, з 18 серпня 1944 року — 21-ї авіапольової дивізії. З 30 січня 1945 року — командир 30-ї піхотної дивізії, яка діяла в Курляндії. 8 травня здався радянським військам в Лібау. 21 квітня 1950 року військовим трибуналом засуджений до 25 років таборів. 6 жовтня 1955 року переданий владі ФРН і звільнений.

## Звання
- Військовий доброволець (14 серпня 1914)
- Єфрейтор (27 січня 1915)
- Унтер-офіцер (21 квітня 1915)
- Віце-фельдфебель (2 серпня 1915)
- Лейтенант резерву (20 березня 1916)
- Лейтенант поліції (20 травня 1920)
- Гауптман (21 жовтня 1934)
- Майор (1 січня 1939)
- Оберст-лейтенант (1 грудня 1941)
- Оберст (1 квітня 1942)
- Генерал-майор (9 листопада 1944)
- Генерал-лейтенант (1 травня 1945)

## Нагороди
- Залізний хрест
  - 2-го класу (27 липня 1916)
  - 1-го класу (27 січня 1918)
- Ганзейський Хрест (Бремен)
- Королівський орден дому Гогенцоллернів, лицарський хрест з мечами (30 вересня 1918)
- Почесний хрест ветерана війни з мечами
- Медаль «За вислугу років у Вермахті» 4-го класу (4 роки)
- Медаль «У пам'ять 13 березня 1938 року»
- Застібка до Залізного хреста
  - 2-го класу (2 жовтня 1939)
  - 1-го класу (12 липня 1940)
- Штурмовий піхотний знак в сріблі
- Нагрудний знак «За поранення» в чорному
- Німецький хрест в золоті (2 березня 1943)
- Почесна застібка на орденську стрічку для Сухопутних військ (18 серпня 1943)
- Лицарський хрест Залізного хреста з дубовим листям
  - лицарський хрест (15 січня 1944)
  - дубове листя (№709; 21 січня 1945)